# Dorothy Walker Bush
Dorothy Wear Walker Bush, född 1 juli 1901 i York County, Maine, död 19 november 1992 i Greenwich, Connecticut, var mor till USA:s 41:e president George H.W. Bush och farmor till USA:s 43:e president, George W. Bush. Hon gifte sig med Prescott Bush 6 augusti 1921 i Kennebunkport, Maine. De fick fem barn, varav George H.W. Bush var nummer två. Dorothy Walker Bush var dotter till Lucretia Wear och George Herbert Walker.